# Asthenolabus
Asthenolabus is een geslacht van insecten uit de orde vliesvleugeligen (Hymenoptera) en de familie Ichneumonidae.

## Soorten
- A. agilis (Cresson, 1877)
- A. canadensis (Cresson, 1877)
- A. daemon (Wesmael, 1845)
- A. daemonops (Heinrich, 1944)
- A. gracilis Heinrich, 1974
- A. hilaris Heinrich, 1974
- A. latiscapus (Thomson, 1894)
- A. major Heinrich, 1974
- A. mesoleucus (Heinrich, 1936)
- A. scutellatus (Provancher, 1875)
- A. semimarginalis (Uchida, 1930)
- A. stalii (Holmgren, 1871)
- A. stellae (Heinrich, 1936)
- A. sternoleucus (Wesmael, 1853)
- A. vietnamensis Riedel, 2011
- A. vitratorius (Gravenhorst, 1829)
- A. wadai (Uchida, 1935)